# ۶۷۰ (خورشیدی)
۶۷۰ ششصد و هفتاد و یکمین سال هجری خورشیدی است.